# Список птахів Кабо-Верде
Це перелік видів птахів, зафіксованих на території Кабо-Верде. Авіфауна Кабо-Верде налічує загалом 281 вид, з яких 6 видів є ендемічними, а 5 були інтродуковані людьми. 13 видів знаходяться під загрозою глобального зникнення.

## Позначки
Наступні теги використані для виділення деяких категорій птахів.
- (А) Випадковий — вид, який рідко або випадково трапляється в Кабо-Верде
- (Е) Ендемічий — вид, який є ендеміком Кабо-Верде
- (I) Інтродукований — вид, завезений до Кабо-Верде як наслідок, прямих чи непрямих дій людських дій

## Гусеподібні(Anseriformes)
Родина: Качкові (Anatidae)
- Свистач білоголовий, Dendrocygna viduata
- Свистач рудий, Dendrocygna bicolor
- Чирянка велика, Spatula querquedula (A)
- Чирянка блакитнокрила, Spatula discors (A)
- Широконіска північна, Spatula clypeata (A)
- Нерозень, Mareca strepera (A)
- Свищ євразійський, Mareca penelope (A)
- Свищ американський, Mareca americana (A)
- Шилохвіст північний, Anas acuta (A)
- Чирянка мала, Anas crecca
- Чирянка вузькодзьоба, Marmaronetta angustirostris
- Попелюх звичайний, Aythya ferina (A)
- Чернь канадська, Aythya collaris (A)
- Чернь білоока, Aythya nyroca (A)
- Чернь чубата, Aythya fuligula (A)
- Чернь американська, Aythya affinis (A)
- Гоголь малий, Bucephala albeola (A)

## Куроподібні(Galliformes)
Родина: Цесаркові (Numididae)
- Цесарка рогата, Numida meleagris (I)

Родина: Фазанові (Phasianidae)
- Перепілка звичайна, Coturnix coturnix

## Фламінгоподібні(Phoenicopteriformes)
Родина: Фламінгові (Phoenicopteridae)
- Фламінго рожевий, Phoenicopterus roseus (A)

## Пірникозоподібні(Podicipediformes)
Родина: Пірникозові (Podicipedidae)
- Пірникоза мала, Tachybaptus ruficollis

## Голубоподібні(Columbiformes)
Родина: Голубові (Columbidae)
- Голуб сизий, Columba livia
- Припутень, Columba palumbus (A)
- Горлиця звичайна, Streptopelia turtur
- Горлиця садова, Streptopelia decaocto (I)
- Streptopelia semitorquata(інші мови)
- Горлиця мала, Streptopelia senegalensis (A)
- Горлиця капська, Oena capensis (A)

## Зозулеподібні(Cuculiformes)
Родина: Зозулеві (Cuculidae)
- Зозуля чубата, Clamator glandarius (A)
- Зозуля звичайна, Cuculus canorus

## Дрімлюгоподібні(Caprimulgiformes)
Родина: Дрімлюгові (Caprimulgidae)
- Дрімлюга звичайний, Caprimulgus europaeus (A)

## Серпокрильцеподібні(Apodiformes)
Родина: Серпокрильцеві (Apodidae)
- Серпокрилець білочеревий, Apus melba (A)
- Серпокрилець острівний, Apus alexandri (E)
- Серпокрилець чорний, Apus apus
- Серпокрилець канарський, Apus unicolor (A)
- Серпокрилець блідий, Apus pallidus (A)
- Серпокрилець малий, Apus affinis (A)

## Журавлеподібні(Gruiformes)
Родина: Пастушкові (Rallidae)
- Деркач африканський, Crex egregia (A)
- Погонич звичайний, Porzana porzana (A)
- Курочка мала, Paragallinula angulata (A)
- Курочка водяна, Gallinula chloropus
- Лиска звичайна, Fulica atra (A)
- Султанка африканська, Porphyrio alleni (A)
- Султанка американська, Porphyrio martinica (A)
- Погонич малий, Zapornia parva
- Погонич-крихітка, Zapornia parva (A)

## Сивкоподібні
Родина: Чоботарові (Recurvirostridae)
- Кулик-довгоніг чорнокрилий, Himantopus himantopus
- Чоботар синьоногий, Recurvirostra avosetta

Родина: Куликосорокові (Haematopodidae)
- Кулик-сорока євразійський, Haematopus ostralegus

Родина: Сивкові (Charadriidae)
- Сивка морська, Pluvialis squatarola
- Сивка звичайна, Pluvialis apricaria (A)
- Сивка американська, Pluvialis dominica
- Сивка бурокрила, Pluvialis fulva (A)
- Чайка чубата, Vanellus vanellus (A)
- Чайка шпорова, Vanellus spinosus (A)
- Пісочник морський, Charadrius alexandrinus
- Пісочник великий, Charadrius hiaticula
- Пісочник канадський, Charadrius semipalmatus (A)
- Пісочник малий, Charadrius dubius
- Пісочник білолобий, Charadrius marginatus (A)
- Хрустан євразійський, Charadrius morinellus (A)

Родина: Баранцеві (Scolopacidae)
- Кульон середній, Numenius phaeopus
- Кульон великий, Numenius arquata (A)
- Грицик малий, Limosa lapponica
- Грицик великий, Limosa limosa
- Крем'яшник звичайний, Arenaria interpres
- Побережник ісландський, Calidris canutus
- Брижач, Calidris pugnax
- Побережник довгоногий, Calidris himantopus (A)
- Побережник червоногрудий, Calidris ferruginea
- Побережник білохвостий, Calidris temminckii
- Побережник білий, Calidris alba
- Побережник чорногрудий, Calidris alpina
- Побережник морський, Calidris maritima
- Побережник канадський, Calidris bairdii (A)
- Побережник малий, Calidris minuta
- Побережник-крихітка, Calidris minutilla (A)
- Побережник білогрудий, Calidris fuscicollis (A)
- Жовтоволик, Calidris subruficollis (A)
- Побережник арктичний, Calidris melanotos (A)
- Побережник тундровий, Calidris pusilla (A)
- Баранець малий, Lymnocryptes minimus (A)
- Слуква лісова, Scolopax rusticola
- Баранець великий, Gallinago media (A)
- Баранець звичайний, Gallinago gallinago
- Gallinago delicata (A)
- Плавунець круглодзьобий, Phalaropus lobatus (A)
- Плавунець плоскодзьобий, Phalaropus fulicarius
- Набережник палеарктичний, Actitis hypoleucos
- Набережник плямистий, Actitis macularius
- Коловодник лісовий, Tringa ochropus
- Коловодник малий, Tringa solitaria (A)
- Коловодник чорний, Tringa erythropus
- Коловодник строкатий, Tringa melanoleuca (A)
- Коловодник великий, Tringa nebularia
- Коловодник жовтоногий, Tringa flavipes
- Коловодник ставковий, Tringa stagnatilis (A)
- Коловодник болотяний, Tringa glareola
- Коловодник звичайний, Tringa totanus

Родина: Дерихвостові (Glareolidae)
- Бігунець пустельний, Cursorius cursor
- Дерихвіст лучний, Glareola pratincola
- Дерихвіст степовий, Glareola nordmanni (A)

Родина: Поморникові (Stercorariidae)
- Поморник великий, Stercorarius skua
- Поморник середній, Stercorarius pomarinus
- Поморник короткохвостий, Stercorarius parasiticus
- Поморник довгохвостий, Stercorarius longicaudus (A)

Родина: Алькові (Alcidae)
- Кайра тонкодзьоба, Uria aalge

Родина: Мартинові (Laridae)
- Мартин трипалий, Rissa tridactyla
- Мартин вилохвостий, Xema sabini (A)
- Мартин тонкодзьобий, Chroicocephalus genei (A)
- Мартин звичайний, Chroicocephalus ridibundus
- Leucophaeus atricilla (A)
- Мартин середземноморський, Ichthyaetus melanocephalus (A)
- Мартин сіроногий, Ichthyaetus audouinii (A)
- Мартин делаверський, Larus delawarensis (A)
- Larus michahellis
- Мартин жовтоногий, Larus cachinnans
- Мартин чорнокрилий, Larus fuscus
- Крячок строкатий, Onychoprion fuscatus (A)
- Крячок малий, Sternula albifrons
- Крячок чорнодзьобий, Gelochelidon nilotica
- Крячок каспійський, Hydroprogne caspia
- Крячок чорний, Chlidonias niger (A)
- Крячок білокрилий, Chlidonias leucopterus (A)
- Крячок білощокий, Chlidonias hybrida (A)
- Крячок рожевий, Sterna dougallii (A)
- Крячок річковий, Sterna hirundo
- Крячок полярний, Sterna paradisaea
- Крячок африканський, Thalasseus albididorsalis (A)
- Крячок рябодзьобий, Thalasseus sandvicensis

## Фаетоноподібні(Phaethontiformes)
Родина: Фаетонові (Phaethontidae)
- Фаетон білохвостий, Phaethon lepturus (A)
- Фаетон червонодзьобий, Phaethon aethereus

## Буревісникоподібні(Procellariiformes)
Родина: Океанникові (Oceanitidae)
- Океанник Вільсона, Oceanites oceanicus
- Океанник білобровий, Pelagodroma marina
- Фрегета білочерева, Fregetta grallaria (A)

Родина: Качуркові (Hydrobatidae)
- Качурка морська, Hydrobates pelagicus
- Качурка північна, Hydrobates leucorhous
- Качурка вилохвоста, Hydrobates monorhis (A)
- Качурка мадерійська, Hydrobates castro
- Качурка темна, Hydrobates jabejabe (E)

Родина: Буревісникові (Procellariidae)
- Тайфунник тринідадський, Pterodroma arminjoniana (A)
- Тайфунник азорський, Pterodroma feae
- Тайфунник кубинський, Pterodroma hasitata (A)
- Тайфунник атлантичний, Pterodroma incerta (A)
- Бульверія тонкодзьоба, Bulweria bulwerii
- Буревісник середземноморський, Calonectris diomedea
- Буревісник кабо-вердійський, Calonectris edwardsii
- Буревісник великий, Ardenna gravis
- Буревісник сивий, Ardenna griseus (A)
- Буревісник малий, Puffinus puffinus
- Буревісник балеарський, Puffinus mauretanicus
- Буревісник архіпелаговий, Puffinus boydi
- Буревісник реюньйонський, Puffinus bailloni

## Лелекоподібні(Ciconiiformes)
Родина: Лелекові (Ciconiidae)
- Лелека чорний, Ciconia nigra (A)
- Лелека білий, Ciconia ciconia (A)

## Сулоподібні(Suliformes)
Родина: Фрегатові (Fregatidae)
- Фрегат вознесенський, Fregata aquila (A)
- Фрегат карибський, Fregata magnificens

Родина: Сулові (Sulidae)
- Сула жовтодзьоба, Sula dactylatra (A)
- Сула білочерева, Sula leucogaster
- Сула червононога, Sula sula (A)
- Сула атлантична, Morus bassanus (A)

Родина: Бакланові (Phalacrocoracidae)
- Баклан африканський, Microcarbo africanus (A)
- Баклан великий, Phalacrocorax carbo (A)

## Пеліканоподібні(Pelecaniformes)
Родина: Пеліканові (Pelecanidae)
- Пелікан рожевий, Pelecanus onocrotalus (A)

Родина: Чаплеві (Ardeidae)
- Бугай водяний, Botaurus stellaris (A)
- Бугайчик звичайний, Ixobrychus minutus (A)
- Бугайчик африканський, Ixobrychus sturmii (A)
- Чапля північна, Ardea herodias (A)
- Чапля сіра, Ardea cinerea
- Чапля чорноголова, Ardea melanocephala (A)
- Чапля руда, Ardea purpurea
- Чепура велика, Ardea alba (A)
- Чепура середня, Ardea intermedia
- Чепура мала, Egretta garzetta
- Чапля рифова, Egretta gularis
- Чепура американська, Egretta thula (A)
- Чепура чорна, Egretta ardesiaca (A)
- Чапля єгипетська, Bubulcus ibis
- Чапля жовта, Ardeola ralloides
- Чапля мангрова, Butorides striata (A)
- Квак звичайний, Nycticorax nycticorax

Родина: Ібісові (Threskiornithidae)
- Коровайка бура, Plegadis falcinellus
- Ібіс-лисоголов марокканський, Geronticus eremita (A)
- Косар білий, Platalea leucorodia

## Яструбоподібні(Accipitriformes)
Родина: Скопові (Pandionidae)
- Скопа, Pandion haliaetus

Родина: Яструбові (Accipitridae)
- Стерв'ятник, Neophron percnopterus
- Орел-карлик, Hieraaetus pennatus (A)
- Лунь очеретяний, Circus aeruginosus
- Лунь польовий, Circus cyaneus (A)
- Лунь степовий, Circus macrourus (A)
- Лунь лучний, Circus pygargus
- Шуліка рудий, Milvus milvus
- Шуліка чорний, Milvus migrans'
- Канюк звичайний, Buteo buteo
- Buteo bannermani(інші мови) (E)
- Канюк степовий, Buteo rufinus (A)

## Совоподібні(Strigiformes)
Родина: Сипухові (Tytonidae)
- Сипуха крапчаста, Tyto alba

Родина: Совові (Strigidae)
- Сова болотяна, Asio flammeus

## Bucerotiformes
Родина: Одудові (Upupidae)
- Одуд, Upupa epops (A)

## Сиворакшоподібні(Coraciiformes)
Родина: Рибалочкові (Alcedinidae)
- Альціон сіроголовий, Halcyon leucocephala
- Рибалочка строкатий, Ceryle rudis (A)

Родина: Бджолоїдкові (Meropidae)
- Бджолоїдка зелена, Merops persicus (A)
- Бджолоїдка звичайна, Merops apiaster (A)

Родина: Сиворакшові (Coraciidae)
- Сиворакша євразійська, Coracias garrulus (A)
- Широкорот африканський, Eurystomus glaucurus (A)

## Дятлоподібні(Piciformes)
Родина: Дятлові (Picidae)
- Крутиголовка звичайна, Jynx torquilla (A)

## Соколоподібні(Falconiformes)
Родина: Соколові (Falconidae)
- Боривітер степовий, Falco naumanni (A)
- Боривітер звичайний, Falco tinnunculus
- Підсоколик Елеонори, Falco eleonorae (A)
- Ланер, Falco biarmicus (A)
- Сапсан, Falco peregrinus

## Папугоподібні(Psittaciformes)
Родина: Psittaculidae
- Папуга Крамера, Psittacula krameri (A)

## Горобцеподібні(Passeriformes)
Родина: Вивільгові (Oriolidae)
- Вивільга звичайна, Oriolus oriolus

Родина: Сорокопудові (Laniidae)
- Сорокопуд терновий, Lanius collurio (A)
- Сорокопуд сірий, Lanius excubitor (A)
- Сорокопуд червоноголовий, Lanius senator (A)

Родина: Воронові (Corvidae)
- Крук пустельний, Corvus ruficollis

Родина: Жайворонкові (Alaudidae)
- Пікір великий, Alaemon alaudipes
- Жайворонок товстодзьобий, Ramphocoris clotbey (A)
- Жайворонок вохристий, Ammomanes cinctura
- Жервінчик білолобий, Eremopterix nigriceps
- Жайворонок малий, Calandrella brachydactyla (A)
- Жайворонок острівний, Alauda razae (E)

Родина: Очеретянкові (Acrocephalidae)
- Берестянка мала, Iduna caligata
- Берестянка бліда, Iduna pallida (A)
- Берестянка західна, Iduna opaca (A)
- Берестянка багатоголоса, Hippolais polyglotta (A)
- Очеретянка лучна, Acrocephalus schoenobaenus (A)
- Очеретянка кабо-вердська, Acrocephalus brevipennis (E)

Родина: Кобилочкові (Locustellidae)
- Кобилочка солов'їна, Locustella luscinioides (A)
- Кобилочка-цвіркун, Locustella naevia (A)

Родина: Ластівкові (Hirundinidae)
- Ластівка мала, Riparia paludicola (A)
- Ластівка берегова, Riparia riparia
- Ластівка скельна, Ptyonoprogne rupestris (A)
- Ластівка афро-азійська, Ptyonoprogne fuligula (A)
- Ластівка сільська, Hirundo rustica
- Ластівка даурська, Cecropis daurica (A)
- Ясківка червоноброва, Petrochelidon preussi (A)
- Ластівка міська, Delichon urbicum (A)

Родина: Вівчарикові (Phylloscopidae)
- Вівчарик світлочеревий, Phylloscopus bonelli (A)
- Вівчарик лісовий, Phylloscopus inornatus (A)
- Вівчарик весняний, Phylloscopus trochilus
- Вівчарик-ковалик, Phylloscopus collybita (A)

Родина: Кропив'янкові (Sylviidae)
- Кропив'янка чорноголова, Sylvia atricapilla
- Кропив'янка садова, Sylvia borin (A)
- Кропив'янка африканська, Curruca deserti (A)
- Кропив'янка середземноморська, Curruca melanocephala (A)
- Кропив'янка сіра, Curruca communis (A)
- Кропив'янка піренейська, Curruca conspicillata

Родина: Шпакові (Sturnidae)
- Шпак звичайний, Sturnus vulgaris (A)
- Шпак рожевий, Pastor roseus (A)

Родина: Дроздові (Turdidae)
- Дрізд співочий, Turdus philomelos (A)
- Дрізд білобровий, Turdus iliacus (A)

Родина: Мухоловкові (Muscicapidae)
- Мухоловка сіра, Muscicapa striata (A)
- Вільшанка, Erithacus rubecula (A)
- Соловейко західний, Luscinia megarhynchos (A)
- Синьошийка, Luscinia svecica (A)
- Мухоловка строката, Ficedula hypoleuca (A)
- Горихвістка звичайна, Phoenicurus phoenicurus (A)
- Горихвістка чорна, Phoenicurus ochruros (A)
- Трав'янка лучна, Saxicola rubetra (A)
- Кам'янка звичайна, Oenanthe oenanthe (A)
- Кам'янка попеляста, Oenanthe isabellina (A)
- Кам'янка пустельна, Oenanthe deserti (A)
- Oenanthe leucopyga(інші мови) (A)

Родина: Астрильдові (Estrildidae)
- Астрильд смугастий, Estrilda astrild (I)
- Амарант червонодзьобий, Lagonosticta senegala

Родина: Горобцеві (Passeridae)
- Горобець хатній, Passer domesticus (I)
- Горобець чорногрудий, Passer hispaniolensis
- Горобець острівний, Passer iagoensis (E)
- Горобець жовтий, Passer luteus (A)

Родина: Плискові (Motacillidae)
- Плиска жовта, Motacilla flava (A)
- Плиска жовтоголова, Motacilla citreola (A)
- Плиска біла, Motacilla alba
- Щеврик польовий, Anthus campestris (A)
- Щеврик лучний, Anthus pratensis (A)
- Щеврик лісовий, Anthus trivialis
- Щеврик червоногрудий, Anthus cervinus

Родина: В'юркові (Fringillidae)
- Bucanetes githaginea(інші мови) (A)
- Щиглик звичайний, Carduelis carduelis (I)

Родина: Вівсянкові (Emberizidae)
- Вівсянка строкатоголова, Emberiza striolata (A)